# Station Skoczów
Station Skoczów is een spoorwegstation in de Poolse plaats Skoczów.